# Dorcadion iconiense
Dorcadion iconiense là một loài bọ cánh cứng trong họ Cerambycidae.